# مقبرة مري - روكا

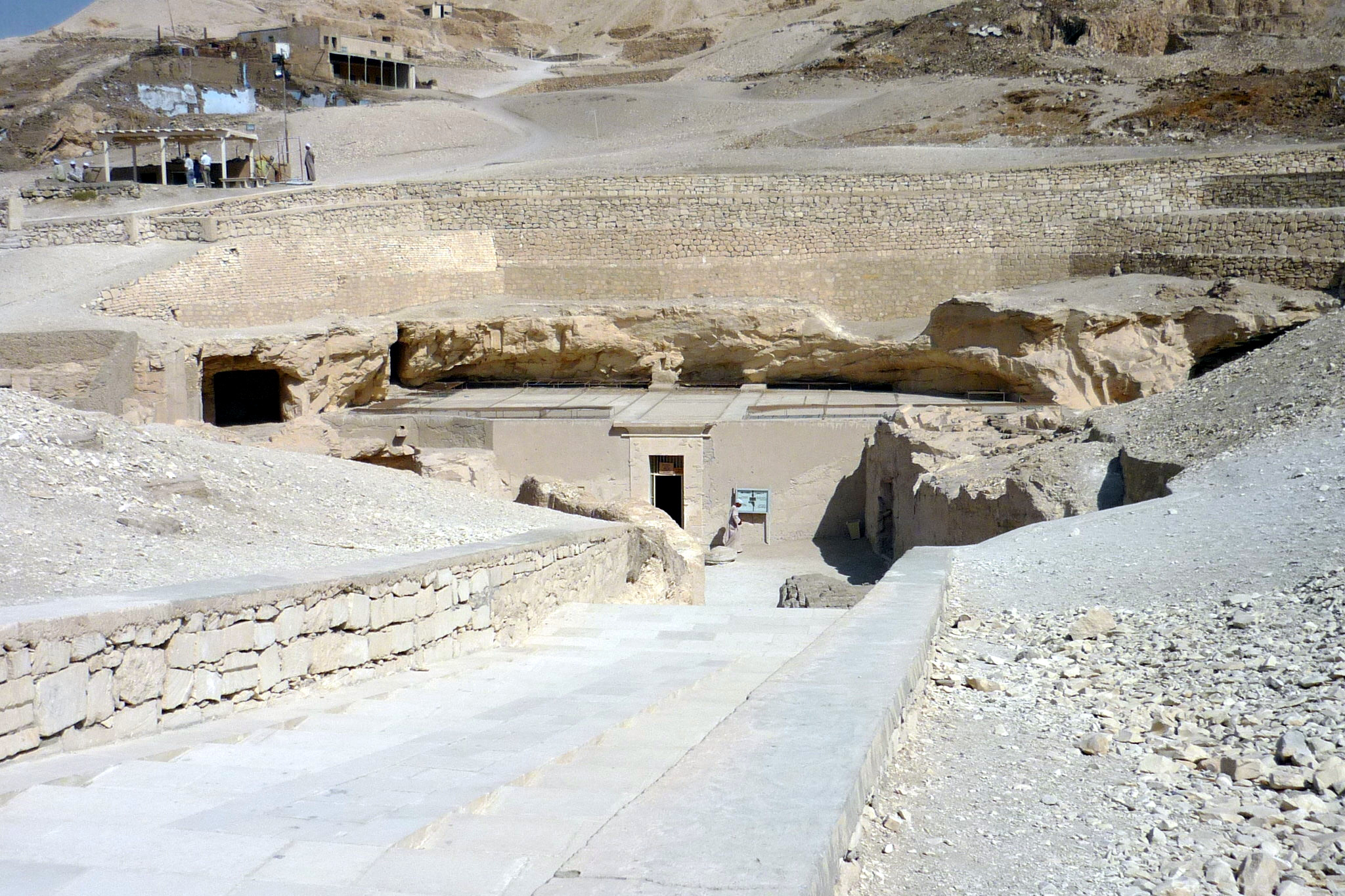
مقابر النبلاء في الأقصر.

مقبرة مري - روكا، أحد المقابر المكتشفة في منطقة مقابر النبلاء في الأقصر. تحتوي على 33 حجرة منقوشة، وتحوي مناظر الزراعة والصيد والصناعات والحياة اليومية.